# David Maître
David Maître (ur. 22 lutego 1980 w Ivry-sur-Seine) – francuski pływak, dwukrotny mistrz Europy (basen 25 m).
Specjalizuje się w pływaniu stylu dowolnym. Jego największym dotychczasowym sukcesem jest dwukrotnie złoty mistrzostw Europy na krótkim basenie w sztafecie 4 x 50 m stylem dowolnym.